# یک شب بارانی (فیلم ۱۹۶۵)
یک شب بارانی (به انگلیسی:  A rainy night) فیلمی هندی محصول سال ۱۹۶۵ و به کارگردانی کالیداس است. در این فیلم بازیگرانی همچون آشوک کومار، مینا کوماری، پرادیپ کومار، کامینی کاشال، شاشیکالا، آی.اس. جوهر، پرسیس کامباتا و آچالا ساچدف ایفای نقش کرده‌اند.